# E☆2
『E☆2』（えつ）は、アールビバンのe・ジュネックス事業部内にある出版事業部メディエイションが発行しビオ・マガジンが発売する、日本の隔月刊美少女コンテンツ雑誌。2005年9月21日創刊。基本的に偶数月末発売（詳細は#発行概要を参照）。『アネモネ』増刊扱い。
このような雑誌としては珍しく、本誌オリジナルキャラクターを中心に据えた誌面構成となっている。

## 概要

### 本誌内容
「70名の著名なイラストレーター・シナリオライター・漫画家が参加」を掲げたオリジナル美少女キャラクターを多数掲載する雑誌であり、アールビバンのイラスト系部門であるアールジュネスに所属する所謂萌え系・美少女系作家による作品が多く掲載されている。前述の通りオリジナル作品中心の誌面なため作家の特集が多く組まれる事が特徴であり、作家同士の対談も毎号行なわれている。掲載作家監修のフィギュアやタペストリーなどのオリジナルグッズ企画も多数存在するが、オービットの『きると』やピンポイントの『コスプレ露出研究会』など、アダルトゲームとのコラポレーションも存在する。またVol.19からは美少女ゲームの特集が組まれるようになった。左綴じの雑誌だが創刊当初から、表紙からはイラスト作品が、裏表紙からは漫画作品が始まり、本の中心ページ辺りに目次ページが入る構成となっていた。しかし、Vol.25からは通常の雑誌構成となっている。なお漫画作品などの一部コンテンツは、編集プロダクションのパルプライドが業務を行なっていた。
その他、本誌掲載のイラストを再録した画集『ガールズガールズガールズ!』が発行されており、現在はVol.7まで刊行中。また、一部の漫画作品は携帯コミックとしても配信中である。

### 発行概要
2005年8月12日から14日にかけて開催されたコミックマーケット68にて同人誌としてVol.0が販売、そして同年9月21日に発行：メディエイション / 発売：飛鳥新社より『季刊S』2005年11月号増刊としてVol.1が発売され刊行を開始する（以降、発売月の第3金曜日発売）。この際、Vol.0がまんがの森・アニメイト・Amazon.co.jpに委託販売された。創刊当初は季刊であったが、2006年9月15日発売のVol.5より隔月刊となり、それと同時に『季刊S』増刊扱いから『アネモネ』増刊扱いへと移行。その後、2007年5月25日発売のVol.9より発売日を発売月下旬に変更する。また2009年には、増刊元の雑誌『アネモネ』の発行元が飛鳥新社からビオ・マガジンへと移った関係で、8月29日発売のVol.21よりこちらも発売元がビオ・マガジンへと移行している。
なお基本的には隔月刊であるが、発行間隔の変更が多々存在する。前述の通りVol.5より隔月刊化されたがVol.16からVol.19にかけては季刊ペースで発行され、これにより当初は奇数月刊であったのが偶数月刊となった。この他にVol.28からVol.30にかけても季刊ペースで発行されている。また2011年8月には本誌が発売されず、代わりとして同年9月3日に漫画作品を掲載しない『E☆2ぷらす』Vol.1が『アネモネ』増刊扱いで発行されている。この『E☆2ぷらす』は同年12月にも本誌の代わりとしてVol.2が発行され、以降は年２回刊行されている。

### 単行本
掲載作品を収録した単行本は、発行：メディエイション / 発売：廣済堂あかつき 出版事業部の〈E☆2コミックス〉レーベルより発行中。2007年11月30日に発売元を飛鳥新社として発行が開始されたが、2009年10月30日発売分より廣済堂あかつき 出版事業部へと変更されている。またこの変更に伴い、新刊発売に合わせて一部既刊も新装版として再刊行されている。
これとは別に2008年12月19日にライトノベル系文庫レーベル〈E☆2スナックノベルス〉を創刊。発行作品は描き下ろしだが、挿絵には本誌掲載作家が多く参加している。こちらも当初は発売元が飛鳥新社であったが、2009年8月30日発売分より廣済堂あかつき 出版事業部へと変更されている。
なおこれらの書籍の裏表紙には発行所である「メディエイション」の名称は記載されず、それぞれの発売元の社名のみ記載されていた。2017年８月からは、クレジット表記が「廣済堂出版」から「E☆2編集部」の名義に変更されている。

## 主な連載作品

### イラスト・コラム系作品

#### 連載中
- Takeshi Okazaki ARTWORKS（岡崎武士）：Vol.12,Vol.17 -
- カントクが描く!!（カントク）：Vol.26 -
- 女子校生（珈琲貴族）：Vol.35 -
- 私のいろ（茨乃）：Vol.35 -
- 恋詩綴（みさくらなんこつ）：Vol.36 -
- KEIの描く世界（KEI）：Vol.42 -
- 今日の白髪娘（三嶋くろね）：Vol.42 -
- MY DOLCE（藤真拓哉）：Vol.43 -
- なつめいろ（なつめえり）：Vol.44 -
- シアミア日記（Syroh）：Vol.49 -
- fragrance（美樹本晴彦）：Vol.53 -
- ぱんのふわふわ♪ 初恋デート（ぱん）：Vol.54 -
- ちかのこごろごろ（らぐほのえりか）：Vol.56 -
- 飲む理由はたくさんある（緋色雪）：Vol.56 -
- えれつとびより！ ねそべり（えれっと）：Vol.58 -
- くまのももフレンズ！（笹井さじ）：Vol.58 -
- VALON～光の旅路～（アカバネ）：Vol.58 -
- checkerd flag！（6U☆）：Vol.58 -
- composition-あし-（refeia）：Vol.58 -

#### 連載終了
- 幼稚なmy angel 〜恋人は3歳児〜（あずまゆき 文：むらじゆうた）：Vol.1 - Vol.7
- コスまにあくす☆。（岡崎武士）：Vol.6 - Vol.11
- 諸君、巫女に萌えているか!?（天夢森流彩）：Vol.6 - Vol.11
- The Sanctuary Knocker（CARNELIAN 文：片桐由摩）：Vol.2 - Vol.12
- オレ色カノジョ（Nacht）：Vol.4 - Vol.12
- スギタルハオヨバザルトカ?（桜二等兵）：Vol.10 - Vol.12
- 羊くんならキスしてあげる☆（天広直人 文：野村美月）：Vol.2 - Vol.13
- 今宵も彼女は月に謡う（みついまな）：Vol.9 - Vol.18
- Romance Palette（カワムラヒロキ 文：貴成香耶）：Vol.14 - Vol.18
- 野口式イラストレーターのススメ!（野口周三）：Vol.15 - Vol.18
- 女の子にすれば全て上手くゆくのではないか。（桜二等兵）：Vol.14 - Vol.18
- 制服萌えっ娘写真館（REI）：Vol.1 - Vol.18
- クリスタル・カレイド（あずまゆき 文：健部伸明）：Vol.9 - Vol.21
- 和 -Japan-（みけおう）：Vol.19 - Vol.21
- 私的（ごとP）：Vol.19 - Vol.21
- 雪月花（四季童子）：Vol.23 - Vol.25
- 私的（梱枝りこ）：Vol.23 - Vol.26
- E☆2いちばんのバカ姉妹☆（みさくらなんこつ）：Vol.6 - Vol.26
- カワムラヒロキの素（カワムラヒロキ）：Vol.20 - Vol.27
- karoryの表情（かお）（karory）：Vol.26 - Vol.29
- ☆自演乙☆の憂鬱（仮）（長島☆自演乙☆雄一郎）：Vol.19 - Vol.30
- 春夏秋冬（ごとP）：Vol.28 - Vol.31
- Junky Junction!（黒猫左近 文：佐古田康之）：Vol.29 - Vol.33
- ジャッジメントちゃいむ（西又葵 文：あごバリア→森林彬、藤海琢樹、王雀孫）：Vol.1 -
- 少女憬 -景色の中の少女-（美樹本晴彦）：Vol.6 -
- 天夢&カントクのそこまで聞いて委員会（天夢森流彩、カントク）：Vol.12 -
- 水瀬凛のガルコレ!（水瀬凛）：Vol.20 - Vol.57
- ジャッジメントタイム 羽純りおコラム（羽純りお）：Vol.22 -
- ひめ♥せん 〜姫将軍戦乱記〜（藤真拓哉 文：みかづき紅月）：Vol.26 -
- 池上茜の好きなもの（池上茜）：Vol.28 -
- 羽音（弘司）：Vol.28 - Vol.30,Vol.35 -
- 童話紀行（黒谷忍）：Vol.31 -
- ボク好み（しんたろー）：Vol.31 -
- 天夢流絵描機（天夢森流彩）：Vol.31 -
- 標本少女（CARNELIAN）：Vol.33 -
- カラフル（梱枝りこ）：Vol.33 -
- 鏡花水月（KEI）：Vol.34 -
- karoryの素（karory）：Vol.34 -
- 四季暦（四季童子）：Vol.35 -
- えれつとびより！（えれっと）：Vol.47 - Vol.57

### 漫画作品

#### 連載中（漫画）
- 華枕―儚のまにまに―（原作：華壇倶楽部 漫画：まちこ 脚本：小玉励）：Vol.39 ‐
- えつみんにご期待ください☆（漫画：タカムラマサヤ「えつみん」キャラクター原案：カントク）：Vol.55 -
- ちかのこ 番外編（らぐほのえりか）：Vol.56 -

#### 連載終了（漫画）
- アース・フロンティアへようこそ☆（あいざわひろし）：Vol.10 -
- 痛車娘。（あまのがみだい）：Vol.19 -
- 検視官キタロー 死者の声を聞く男（原作：剣名舞 漫画：桜二等兵）：Vol.27 -
- ネクロマリア -花菖蒲-（AM-DVL）：Vol.17 - Vol.24,Vol.29,Vol.36 -

- モモロコ×ハイ（原作：原田經史 漫画：三月まうす）：Vol.1 - Vol.3
- Bell Drill（御船麻砥）Vol.1 - Vol.4
- このソラのまんなかで（すか)：Vol.2 - Vol.4
- ネクロマリア（AM-DVL）：Vol.1 - Vol.6
- NP3（澤野明）：Vol.1 - Vol.8
- 隣のファンタズマ（かのえゆうし）：Vol.1 - Vol.11
- Maid★Chick（桜瀬みつな）：Vol.5 - Vol.15
- できたらいいな over the creation（AM-DVL）：Vol.7 - Vol.16
- 羊くんならキスしてあげる☆（原作：天広直人、野村美月 漫画：青桐静→藤井理乃）：Vol.3 - Vol.16
- 小林クンちのお部屋事情（凪妖女）：Vol.11 - Vol.17
- ご奉仕ベアー まじかるカトリーヌ!（新久保だいすけ）：Vol.2 - Vol.18
- オーロラ戦隊プリズム騎士 〜アメジスト物語〜（AYA）：Vol.14 - Vol.18
- クレーンゲームあぁむたん（坂巻あきむ）：Vol.2 - Vol.21
- ジャッジメントちゃいむ（原作：Navel 漫画：羽純りお（Lime））：Vol.15 - Vol.22
- ふたご☆ちゃんねる（ちんじゃおろおす）：Vol.14 - Vol.23
- BELLY BELLY（仲尾ひとみ）：Vol.8 - Vol.14,Vol.19 - Vol.20,Vol.24 - Vol.25
- つるぎのまい!（龍牙翔）：Vol.1 - Vol.26
- 蒼空のフロンティア 〜おとこのこうちょう!〜（かゆらゆか）：Vol.25 - Vol.32

## マスコットキャラクター
えつみん
キャラクターデザイン：カントク
SDキャラデザイン：タカムラマサヤ
えこ、つこ
キャラクターデザイン：ザンクロー
『えこ☆つこ』イラスト作品にて連載。

## メディア展開
羊くんならキスしてあげる☆
2007年4月26日にプレイングドラマとしてゲーム化され、2009年3月19日にはPlayStation Portableで再度ゲーム化。
ジャッジメントちゃいむ
2008年2月27日にランティスよりドラマCD化。
あっちゃんとゆりしーのE☆2らじ
榎本温子（通称：あっちゃん）と落合祐里香（通称：ゆりしー）がパーソナリティーを務める本誌のラジオ番組。
あっちゃんとゆりしーのえつらぢZ
「あっちゃんとゆりしーのE☆2らじ」がリニューアルしたラジオ番組。パーソナリティーは引き続き榎本温子と落合祐里香。
E☆2 ジャッジメントちゃいむ WEBラジオ
『ジャッジメントちゃいむ』初のWEBラジオ。パーソナリティーはアリル役の小清水亜美と白峰 鞘役の三宅淳一。2012年4月6日から2013年6月24日まで月2回の更新で公式サイト内にて配信された。
E☆2 WEBラジオ ジャッジメントたいむ
『E☆2 ジャッジメントちゃいむ WEBラジオ』のリニューアル番組。パーソナリティーは吉田真弓と続投の三宅淳一。2013年8月9日から2015年3月27日まで公式サイト内にて隔週で配信された。

## メディエイション
メディエイション（mediation）は、アールビバンでサブカルチャーを主に取り扱う事業部e・ジュネックス内にある出版事業部。萌え系雑誌『E☆2』及びそれに属する漫画単行本・文庫本の発行を中心に据え、アールジュネス所属作家の画集や、女性向けBL関連書籍の発行を行なっている。
なお発行される書籍・雑誌の奥付には「アールビバン」の記述はなく、全て「メディエイション」と記載されている。

### 概要（メディエイション）
当初はアールビバンの子会社である金融会社アートファイナンス（現在は別会社と合併し消滅）内に存在しており、2005年9月21日発売の雑誌『E☆2』Vol.1が最初の出版物となった。しかし2006年10月1日から2007年1月31日の間に、アールジュネス関連事業を行なうアールビバン子会社ジュネックス内へと移行。更に同年2月1日、ジュネックスが携帯電話事業を行なう同子会社イーピクチャーズと合併しe・ジュネックスとなったため再度所属会社を移ることとなる。2007年5月12日には『E☆2』に続く2つ目の雑誌となるBL漫画雑誌『Hug』が『スモールエス』増刊扱いとして刊行を開始。そして2010年9月8日にe・ジュネックスがアールビバンに吸収合併され、e・ジュネックスはそのまま事業部化して現在の形となった。
発行書籍は萌え系・BL系共にその殆どが『E☆2』・『Hug』掲載作家の単行本や、ライトノベル、アールジュネス所属作家による画集で占められている。なお『Hug』は休刊中であるが、携帯コミックにて連載が続けられ〈Hugコミックス〉より新刊が発行されている。

### 出版物
当初は発行される全書籍・雑誌が飛鳥新社を発売元としていたが、書籍の発売元は2009年6月30日発売の「もえほん ももたろう白版」及び「もえほん ももたろう紅版」より廣済堂あかつき 出版事業部へ、雑誌の発売元は同年8月29日発売の『E☆2』Vol.21よりビオ・マガジンへと移行した。

#### 雑誌
- E☆2
- Hug - 休刊中

#### レーベル
- E☆2コミックス
- E☆2スナックノベルス
- Hugコミックス
- Hug文庫
- Hugノベルス

#### 絵本
- もえほんシリーズ - レッド・エンタテインメント原作

その他、画集など。